# Élections sénatoriales malgaches de 2020
Les élections sénatoriales malgaches de 2020 ont lieu au scrutin indirect le 11 décembre 2020 afin d'élire les membres du Sénat malgache. 
Boycotté par une grande partie de l'opposition, opposée à la réduction du nombre de sénateurs, le scrutin voit la victoire de la coalition Nous tous, ensemble avec Andry Rajoelina du président éponyme.

## Contexte

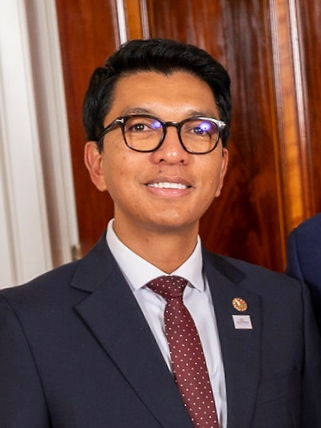
Le président Andry Rajoelina

Le scrutin intervient peu après une réduction considérable de la composition du Sénat, qui passe de 63 à 18 sénateurs. Cette réforme est portée par le président de la république Andry Rajoelina, après sa tentative infructueuse de suppression de la chambre haute par référendum en 2019, l'organisation de ce dernier ayant finalement été annulée à la suite d'un avis défavorable de la Haute Cour Constitutionnelle (HCE). Rajoalina justifie le projet par la nature « budgétivore » du Sénat, dont la suppression permettrait des économies devant servir au développement économique du pays. Selon le gouvernement, cette baisse réduirait le budget de fonctionnement de la chambre haute de 43 à 23 milliards d’ariary (environ 10,5 et 5,6 millions d'euros).
La décision de réduire le nombre de sénateurs, prise par ordonnance parmi plusieurs autres lors de la période ayant précédé les législatives de mai 2019 au cours de laquelle les deux chambres du parlement avaient délégué à titre temporaire leur pouvoir législatif au président, fait l'objet de plusieurs rebondissements. Les ordonnances sont en effet annulées une première fois en 2019 par la HCE faute d'avoir été ré-approuvées dans les délais par la nouvelle assemblée élue. Cette dernière, largement acquise au parti du président Rajoelina, les approuve rapidement avant leur passage au Sénat dont les membres, élus ou nommés en 2015, font alors partie de l'opposition et s'opposent à leur propre diminution, retardant considérablement la navette parlementaire,,. La ratification par l'assemblée, qui estime avoir le dernier mot dans ce domaine sans approbation du sénat, fait ensuite l'objet d'un recours devant la HCE. Le 4 septembre 2020, cette dernière juge constitutionnel le processus de ratification, permettant au gouvernement et à la Commission électorale nationale indépendante (CENI) de fixer les sénatoriales au 11 décembre suivant,.

## Système électoral
Le Sénat est la chambre haute du parlement bicaméral malgache. Il est composé de 18 sénateurs renouvelés tous les cinq ans, dont deux tiers élus au scrutin indirect par les élus régionaux et municipaux et le tiers restant nommé par le président de la république. Avant la récente réforme en 2020, le total de sénateur était de 63, répartis selon les mêmes ratios. Les membres élus le sont au scrutin proportionnel plurinominal à raison de deux sénateurs pour chacune des six provinces du pays. Les grands électeurs votent pour des listes fermées, sans panachage ni vote préférentiel, et les sièges sont répartis après décompte des voix selon la règle du quotient électoral et de la plus forte moyenne. Le président malgache nomme quant à lui trois sénateurs sur proposition de groupes des secteurs économiques et sociaux, et trois autres pour leurs compétences dans un domaine particulier. Les nominations interviennent dans un délai de vingt et un jours suivant la proclamation des résultats définitifs des élections,.

## Campagne
Le scrutin se déroule en l'absence de réelle opposition à la suite du boycott des élections par les partis Force nouvelle pour Madagascar (HVM) et J'aime Madagascar (TIM) des anciens présidents Hery Rajaonarimampianina et Marc Ravalomanana, opposés à la réduction du nombre de sénateurs. Ces deux partis étaient respectivement arrivés premier et deuxième des élections sénatoriales malgaches de 2015.
Quatorze candidats sont en lice pour les douze sièges de sénateurs, dont six de l'IRD, le parti du président Andry Rajoelina, deux du parti Malagasy miara-miainga (MMM), un ancien soutien, un candidat du mouvement Fanorolahy IAD, qui se revendique neutre par rapport au gouvernement, ainsi que cinq candidats indépendants. La campagne s'étend du 19 novembre au 9 décembre auprès des grands électeurs, composés des maires et des conseillers municipaux ou communaux. En raison du scrutin indirect, la campagne se déroule dans une atmosphère d’indifférence au sein de la majeure partie de la population malgache,.

## Résultats
|                           |                                                |                  |                  |        |     |  |  |  |  |  |  |  |  |
| Parti                     | Parti                                          | Votes            | %                | Sièges | +/- |  |  |  |  |  |  |  |  |
|                           | Nous tous, ensemble avec Andry Rajoelina (IRK) | 8 683            | 76,32            | 10     | 8   |  |  |  |  |  |  |  |  |
|                           | Malagasy miara-miainga (MMM)                   | 1 616            | 14,20            | 2      | 2   |  |  |  |  |  |  |  |  |
|                           | Fanorolahy-IAD (F-IAD)                         | 259              | 2,28             | 0      | Nv  |  |  |  |  |  |  |  |  |
|                           | Indépendants                                   | 819              | 7,20             | 0      | 1   |  |  |  |  |  |  |  |  |
|                           | Sénateurs nommés                               | Sénateurs nommés | Sénateurs nommés | 6      | 15  |  |  |  |  |  |  |  |  |
|                           |                                                |                  |                  |        |     |  |  |  |  |  |  |  |  |
| Votes valides             | Votes valides                                  | 11 377           | 97,79            |        |     |  |  |  |  |  |  |  |  |
| Votes blancs et invalides | Votes blancs et invalides                      | 257              | 2,21             |        |     |  |  |  |  |  |  |  |  |
| Total                     | Total                                          | 11 634           | 100              | 18     | 45  |  |  |  |  |  |  |  |  |
| Abstentions               | Abstentions                                    | 831              | 6,67             |        |     |  |  |  |  |  |  |  |  |
| Inscrits / participation  | Inscrits / participation                       | 12 465           | 93,33            |        |     |  |  |  |  |  |  |  |  |

## Analyse
Le scrutin est une victoire pour l'IRK du président Rajoelina, la coalition arrivant en tête dans les six provinces,, permettant au parti au pouvoir de détenir une majorité dans les deux chambres du parlement. L'IRK est suivi de près par les candidats du Malagasy miara-miainga (MMM) dans plusieurs provinces, la formation parvenant à décrocher deux sièges, notamment à Toliara et Toamasina, tandis que le parti au pouvoir domine dans la capitale Antananarivo et le reste du pays.
Cette victoire de l'IRK permet à Andry Rajoelina de s'assurer du soutien des deux chambres du parlement, mais également de placer un homme de confiance comme futur président par intérim en vue de sa candidature à un second mandat. La constitution impose en effet à un président sortant de démissionner 60 jours avant la tenue de l'élection présidentielle en cas de candidature, afin de laisser la place à un intérim exercé par le président du Sénat. La nomination d'une personnalité ayant la confiance de Rajoelina est attendue parmi les six sénateurs nommés, avant l'élection par la chambre de son président,. 
Le président de la république nomme les six sénateurs le 19 janvier 2021, dont trois magistrats de métier,. Si comme attendu le sénat élit le jour même un président acquis à Rajoelina, le choix se porte à la surprise générale sur l'un des députés élu d'IRK peu connu du grand public, Herimanana Razafimahefa, élu à l'unanimité des dix-huit membres du Sénat. Dès son discours de prise de fonction, celui ci souligne le travail du président Rajoelina au cours de la période difficile causée par la pandémie de Covid-19 et laisse clairement entendre son soutien inconditionnel au chef de l’État,.